# Massacre de Legé
Le Massacre de Legé a lieu le 12 ou le 13 janvier 1794, dans la commune de Legé en Loire-Atlantique, et désigne l'exécution de 64 Vendéens, hommes, femmes et enfants, fusillés par les Républicains.

## Les fusillades de Legé
Selon Alfred Lallié, une commission militaire siège à Legé et fait fusiller 64 condamnés des environs. D'après Gaëtan Bernoville, le 13 janvier, 64 prisonniers de Corcoué sont fusillés à Legé sur ordre du général François Carpantier.
Le 16 octobre 1794, le député de la Vendée Charles-Jacques-Étienne Girard-Villars écrit un rapport au Comité de salut public, dans lequel il dénonce les colonnes infernales et Turreau et rapporte le massacre de Legé dont il fut le témoin, il porte le nombre des victimes à plus de 300 morts, hommes, femmes et enfants, exécutés sur ordre de Carpentier :

« J'étais dans le courant de nivôse (janvier 1794), à Legé. Carpentier y passa avec une colonne de l'armée du Nord, pour fouiller les forêts voisines, quoiqu'à cette époque il n'y eût plus de rassemblements de brigands. Les habitants de ce pays comptaient tellement sur le retour de la paix, que, sur le premier avis, les paysans se rendaient de deux lieues à Legé avec bœufs et charrettes pour le service de l'armée ; de là on les envoyait à Nantes chargées de grains et de vin; mais la conduite atroce et barbare des généraux a bientôt mis un terme à cet ordre de choses.
Le 12 janvier, on amena de la commune de Saint-Étienne plus de trois cents hommes, femmes, enfants et vieillards qui furent fusillés à Legé par ordre de Carpentier. Depuis longtemps on jouissait de la tranquillité la plus profonde dans la commune de Saint-Étienne, voisine de la forêt de Roche-Servière; ses habitants et d'autres des communes voisines avaient rendu leurs armes. Les chemins étaient si libres et si sûrs, que pendant trois mois il ne s'était pas commis un seul assassinat sur la route. Depuis l'entrée de Turreau, tout a changé, le noyau de Charette se grossit considérablement, il attaqua et enleva le poste de Legé, tua deux cents hommes et prit les canons et les munitions »

La fusillade est entendue par l'armée de Charette, qui à ce moment, forte de seulement quelques centaines d'hommes, se cache dans la forêt de Touvois. L'officier vendéen Pierre-Suzanne Lucas de La Championnière rapporte dans ses mémoires :

« Nous étions au contraire souvent dans une si parfaite ignorance de ce qui se passait dans la République qu'un jour, étant dans la forêt de Touvois, au bruit d'une fusillade qui eut lieu vers Legé, chacun se mit à raisonner sur la cause qui avait pu la produire, et comme notre armée était la seule dans tout le pays, nous ne trouvâmes d'autre moyen de l'expliquer que par l'arrivée des émigrés qui ayant conquis la France jusqu'à Nantes venaient enfin nous délivrer. On peut trouver que notre raisonnement n'avait pas le sens commun, mais l'espérance était notre soutien et faute d'être crédule on était plus malheureux. »

Selon Lucas de La Championnière, le massacre fait 90 victimes, originaires de Froidfond et Falleron :

« Enfin nous apprîmes ce qui avait occasionné la fusillade ; c'étaient 90 hommes des paroisses de Froid-fond et de Falleron qui, sur la foi d'une proclamation répandue par Turreau, s'étaient présentés au poste de Legé, demandant à rentrer chez eux pour y vivre paisiblement ; ils furent fort bien accueillis, on les régala même dans la soirée : le lendemain matin on les fit mettre en rang en avant de la troupe sous prétexte de les compter et à un signal ils furent tous fusillés. »

Les massacres et les raids continuent vraisemblablement dans les jours qui suivent. Fin janvier, la cinquième colonne de l'armée du général Haxo occupe Legé, forte de 600 à 700 hommes, elle est placée sous les ordres du capitaine Ducasse. Quelques jours plus tard, le 6 février, les Vendéens attaquent Legé après être passés dans les villages alentour, Lucas de La Championnière rapporte dans ses mémoires :

« Les Républicains cantonnés à Legé avaient massacré tous les habitants d'alentour ; les cadavres des femmes et des enfants, rangés dans tous les villages avec une symétrie barbare dont les sauvages n'eussent pas été capables, semblaient crier vengeance à leurs parents qui leur survivaient. »